# Puente de Segura
El puente de Segura es un puente romano ubicado en la frontera entre España y Portugal. Fue construido en la misma época que el cercano puente de Alcántara, a principios del siglo II, bajo el emperador Trajano.

## Localización

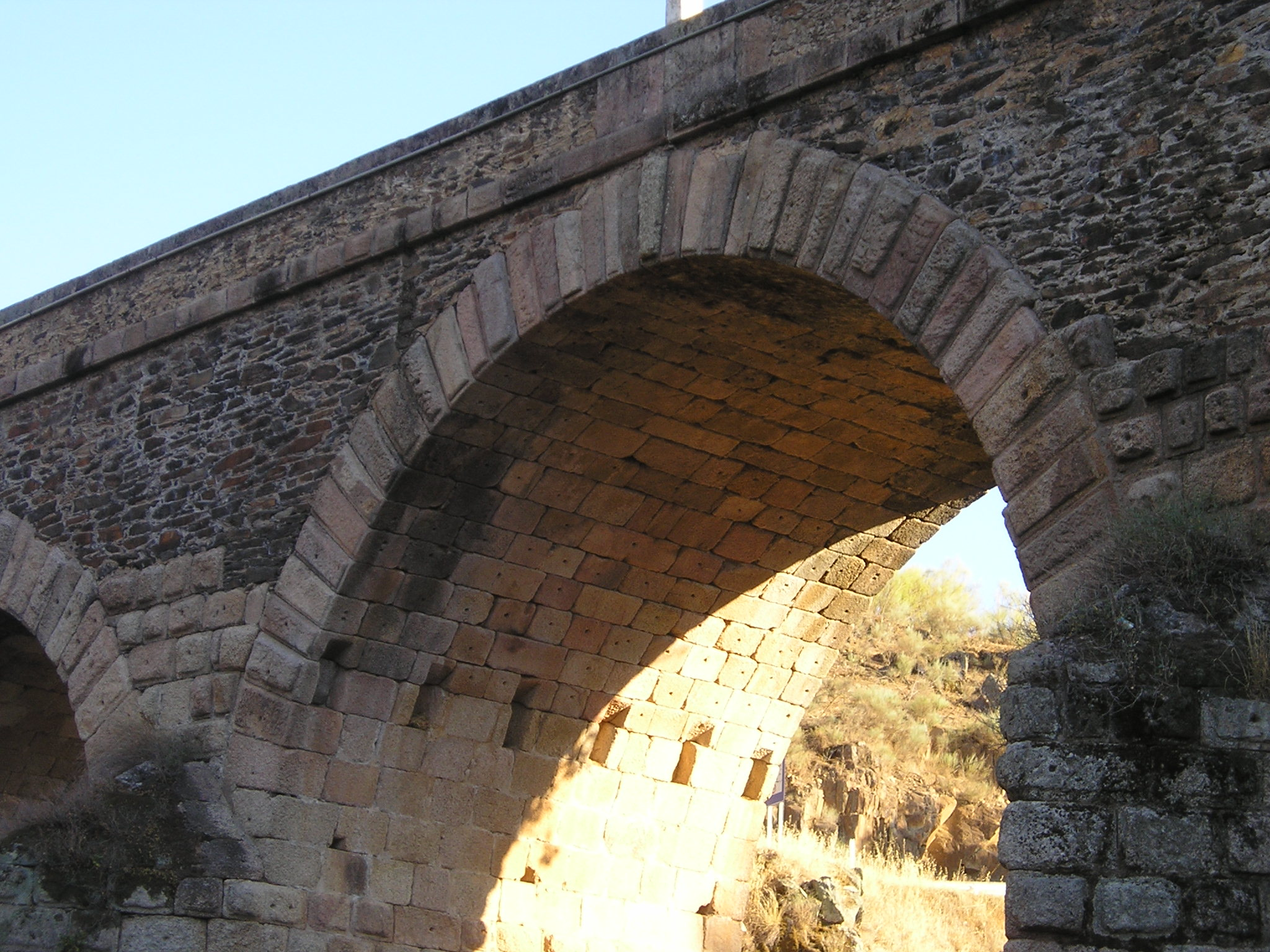
Detalle de uno de los arcos menores del puente, en el que se aprecia la fábrica romana y las refacciones medieval y moderna.

Situado en la frontera entre España y Portugal, del lado español el puente se encuentra situado en el término municipal de Alcántara en la provincia de Cáceres y se llega a él a través de la carretera autonómica EX-207 desde la cercana localidad de Piedras Albas, mientras que del lado portugués enlaza con una carretera local para alcanzar la localidad de Segura, de la que toma su nombre este puente.

## Construcción y características
Fue construido en la provincia romana de Lusitania para dar continuidad a la calzada romana que comunicaba Norba Caesarina, sobre la Vía de la Plata, con la civitas Egitania (Idanha-a-Velha, Portugal) y con Bracara Augusta (Braga, Portugal), para poder salvar el río Erjas, cuyo curso marca la línea fronteriza entre España y Portugal, sirviendo este puente como paso internacional entre ambos países.
El puente fue construido sobre el cortado que el río Erjas ha realizado en la pizarra local. Su fábrica consta de cinco arcos con bóveda de cañón, teniendo el central una luz de 10,5 m, mayor que los 7,5 m de los cuatro arcos laterales; su aparejo es de sillares almohadillados de granito rosado de 2,85 a 3 m de sección. Los dos arcos de las orillas son originales romanos, al igual que todas las pilas, mientras que los otros tres arcos han sido reconstruidos en la Edad Media y la Edad Moderna. Tiene tajamares de sección triangular hasta una altura de 1,20 m de las pilas. 
Su estado de conservación es bueno y continúa en uso, aunque en 2007 hubo cierta polémica por unas actuaciones en las zapatas y tajamares de los pilares, que fueron cubiertas con cemento armado.